# Dardari Bros

Foto del 1990. In senso orario Francesco, Davide e Marco

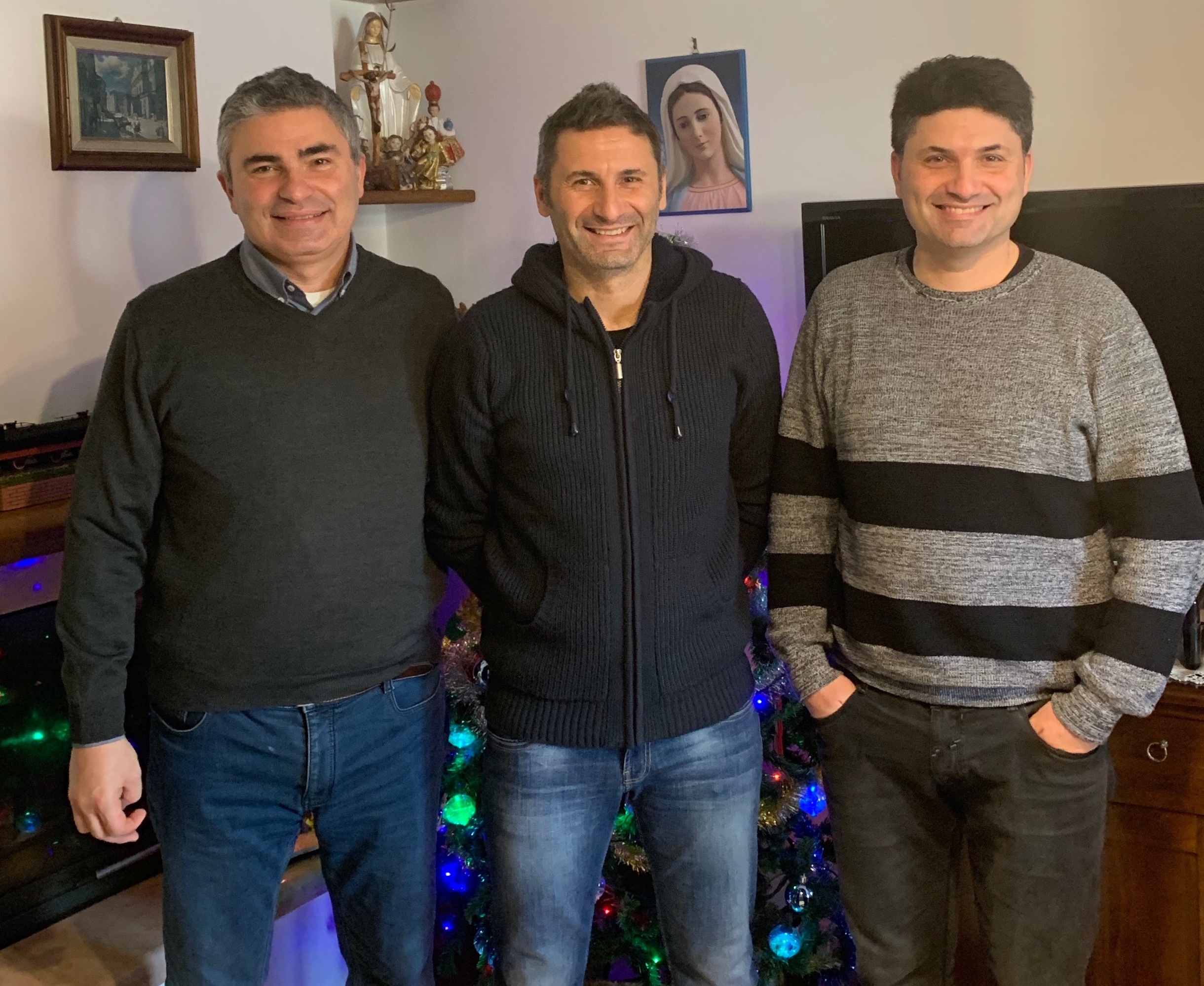
I fratelli Dardari nel 2019. Da sinistra, Davide, Francesco e Marco

I Dardari Bros sono un trio di sviluppatori di videogiochi italiani, noti in particolare per alcuni titoli realizzati intorno al 1990 per la Simulmondo e la Genias. Il team era composto dai tre fratelli Dardari: Davide (nato 19 gennaio 1968), Francesco (1º dicembre 1971) e Marco (19 febbraio 1974), residenti a Savignano sul Rubicone. Davide si occupava della programmazione mentre Marco e Francesco della parte grafica.
I Dardari Bros "sono stati i primi in Italia ad aver realizzato un gioco elettronico che simula quello del calcio".
I videogiochi rilevanti realizzati sono tutti simulazioni sportive: Italy '90 Soccer, World Cup 90 (calcio), Over the Net (beach volley), Warm Up (Formula 1). I Dardari si occuparono delle versioni per Amiga dei giochi, nonché della conversione di World Cup 90 per Atari ST, mentre le conversioni per Commodore 64 furono effettuate da altri.
In seguito Davide Dardari è divenuto docente all'Università di Bologna e Cesena mentre Francesco e Marco Dardari hanno invece fondato una società di produzioni video, la Dardari Multimedia, che ha sede in Savignano sul Rubicone. Francesco è un regista ed è specializzato anche in montaggio ed effetti speciali, Marco invece è un operatore certificato Steadicam.
Nel febbraio 2010 il videogioco Over the Net, dopo 20 anni esatti, è stato riscritto per iPhone e iPod ed è stato distribuito su iTunes dalla Dardari Multimedia con il nuovo nome di iOverTheNet. In luglio 2012 i Dardari Bros hanno pubblicato Beach Tennis HD per iPhone, iPod e iPad. In settembre 2012 è uscito Beach Volley Pro, una evoluzione di iOverTheNet, sempre per iPhone, iPod e iPad, mentre nel 2016 è uscita una versione totalmente 3D, Beach Volley Over The Net, disponibile anche per Apple TV. Nel 2019 lo stesso gioco ha preso il nome di KOB Beach Volley, grazie all'accordo con la società statunitense King of the Beach.